# Lojo sjö
Lojo sjö (fi. Lohjanjärvi) är en sjö i Lojo kommun i landskapet Nyland (Södra Finlands län). Sjön ligger 31,6 meter över havet. Den är 54,88 meter djup. Vattenytans area är 88,22 kvadratkilometer och strandlinjen är 331,81 kilometer lång. Sjön  ingår i Karisåns huvudavrinningsområde. 
Lojo sjö är, Nylands största insjö. Den är till större delen belägen inom kommunen Lojo i västra Nyland och räknas som en så kallad centralsjö, vilken uppsamlar vattnet genom bäckar, åar och älvar från nordvästra Nyland och närgränsande delar av Tavastland. Lojoön är dess största ö och sjöns utflöde är Svårtån eller Karisån, som genomflyter flera sjöar och bildar forsar, där den rinner över bergtrösklarna mellan sjöarna. Störst bland dem är Svartå fors med Svartå bruk. Andra kraftiga forsar har gett upphov till brukssamhällena Billnäs och Åminnefors.

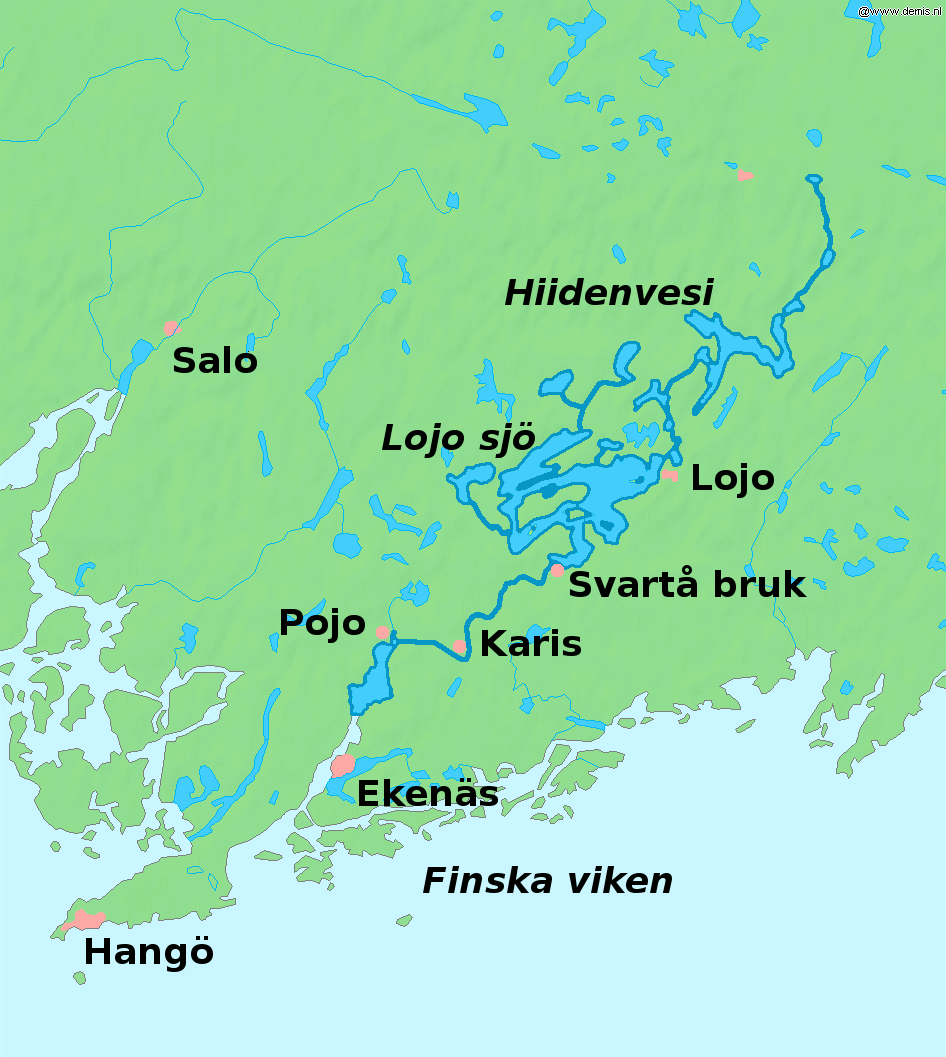
Karta över Lojo sjö och Svartån.

## Natur
Typiskt för Lojo sjö är frodiga och täta stränder täckta av lundskog. Området är rikt på lundskog p.g.a. den kalkrika marken och sydliga positionen. Flera sydliga djur- och växtarter som inte finns i övriga Finland förekommer på området.

## Öar
I sjön finns öarna Varonkari, Vähäsaari, Vähä-Tiiroo, Iso-Tiiroo, Kotkaholma, Naski, Peräkorvensaaret, Hakosaari, Hirmuholma, Kalleinsaaret, Kiilokari, Salmenkari, Pellinsaari, Leppäluoto, Lintukari, Onkinen, Nuottasaari, Kaurassaari, Latosaari, Liikkiö, Vähäsaari, Koirankari, Niemensaari, Muutettavansaari, Hevossaari, Kotkansaari, Immoo, Ollisaari, Selkäsaaret, Sitoo, Pottenperi, Pispasaari, Verkkosaari, Tuossaari, Lokkikari, Liessaari, Juhannussaari, Mussaari, Niittukari, Multaanpää, Kaitsaari, Helperi, Kalkkisaaret, Seppälänsaari, Ämmäsaari, Haapasaari, Tamsaari, Rajasaari, Virmoo, Pikku-Antti, Iso-Antti, Jyrkönsaari, Korkiasaari, Pikkusaarikko, Marjasaari, Sohvasaari, Kahvisaari, Uukusaari, Kuulukainen, Louhikko, Pirttisaari, Huhtasaari, Rågholmen, Karhusaari, Kurikkasaari, Volssaari, Treissaari, Jalassaari, Kaitasaari, Hermalankari, Tammiholma, Keso, Ruokkari, Satulakari, Rajakari, Paskakari, Valkosaari, Pensaari, Lindö, Toki, Oxsar, Vassgrundet, Lillholmen, Kajsasklippan, Likholmen, Mangsön, Mickelholmen, Kullan, Brännholm, Ljusholmen och Ängholm.  Även Saarikko (en ö) och
Junko (en ö).